# Jichák Visszoker
Jichák Visszoker (héberül: יצחק ויסוקר; 1944. szeptember 18. –)  izraeli válogatott labdarúgókapus.

## Pályafutása

### Klubcsapatban
1963 és 1977 között a Hapóél Petah Tikvá játékosa volt. 327 mérkőzésen lépett pályára. 1977-ben a Makkabi Netánjá csapatához került, ahol 1980-ig játszott.

### A válogatottban
1964 és 1976 között 43 alkalommal szerepelt az izraeli válogatottban. Részt vett az 1964-es és az 1968-as Ázsia-kupán, illetve az 1970-es világbajnokságon és az 1976. évi nyári olimpiai játékokon.

## Sikerei
Makkabi Netánjá
- Izraeli bajnok (2): 1977–78, 1979–80
- Izraeli kupa (1): 1977–78

Izrael
- Ázsia-kupa (1): 1964

Egyéni
- Az év izraeli labdarúgója (1): 1980

## Külső hivatkozások
- Jichák Visszoker – a FIFA adatbázisában
- Jichák Visszoker adatlapja a National-Football-Teams.com oldalon (angolul)